# Miotła zbożowa
Miotła zbożowa (Apera spica-venti) – gatunek rośliny jednorocznej, czasami zimującej, z rodziny wiechlinowatych. Chwast segetalny.

## Zasięg geograficzny
Występuje w północnej Afryce, południowej i środkowej Europie i w strefie umiarkowanej w Azji. Jako gatunek introdukowany rośnie w Ameryce Północnej, w północnej Europie i na Dalekim Wschodzie. W Polsce występuje na całym obszarze kraju jako roślina segetalna.

## Morfologia

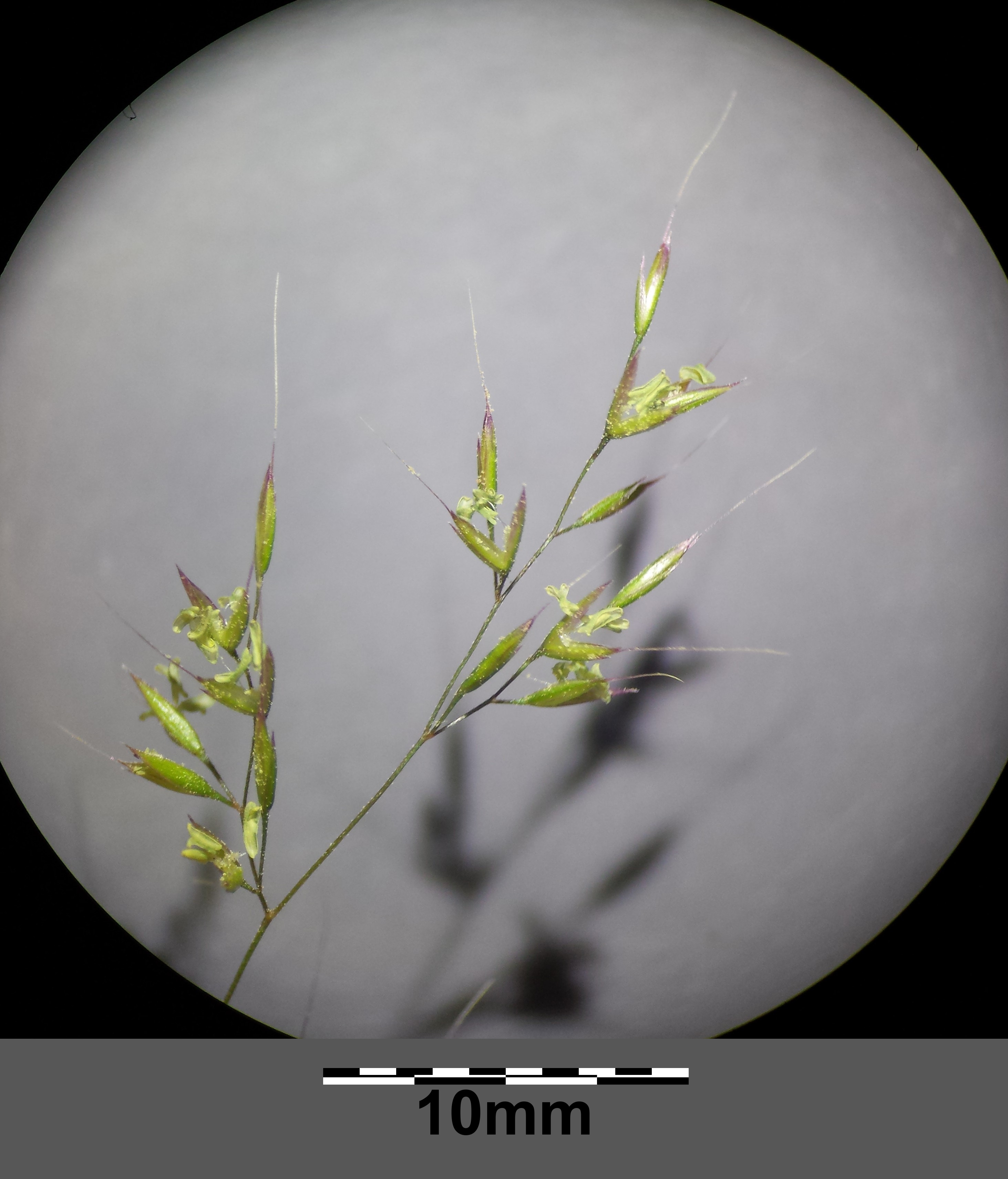
Kłoski

ŁodygaŹdźbło ma wysokość od 10 do 120 cm, bez odgałęzień, gładkie.
LiścieBlaszka liściowa wąska, o szerokości 1–10 mm.
KwiatyObupłciowe, zebrane w wiechowaty kwiatostan.
OwocZiarniak.

## Biologia
Roślina diploidalna o liczbie chromosomów 2n = 14. Jako roślina obcopylna, charakteryzuje się znaczną zmiennością genetyczną.

## Ekologia

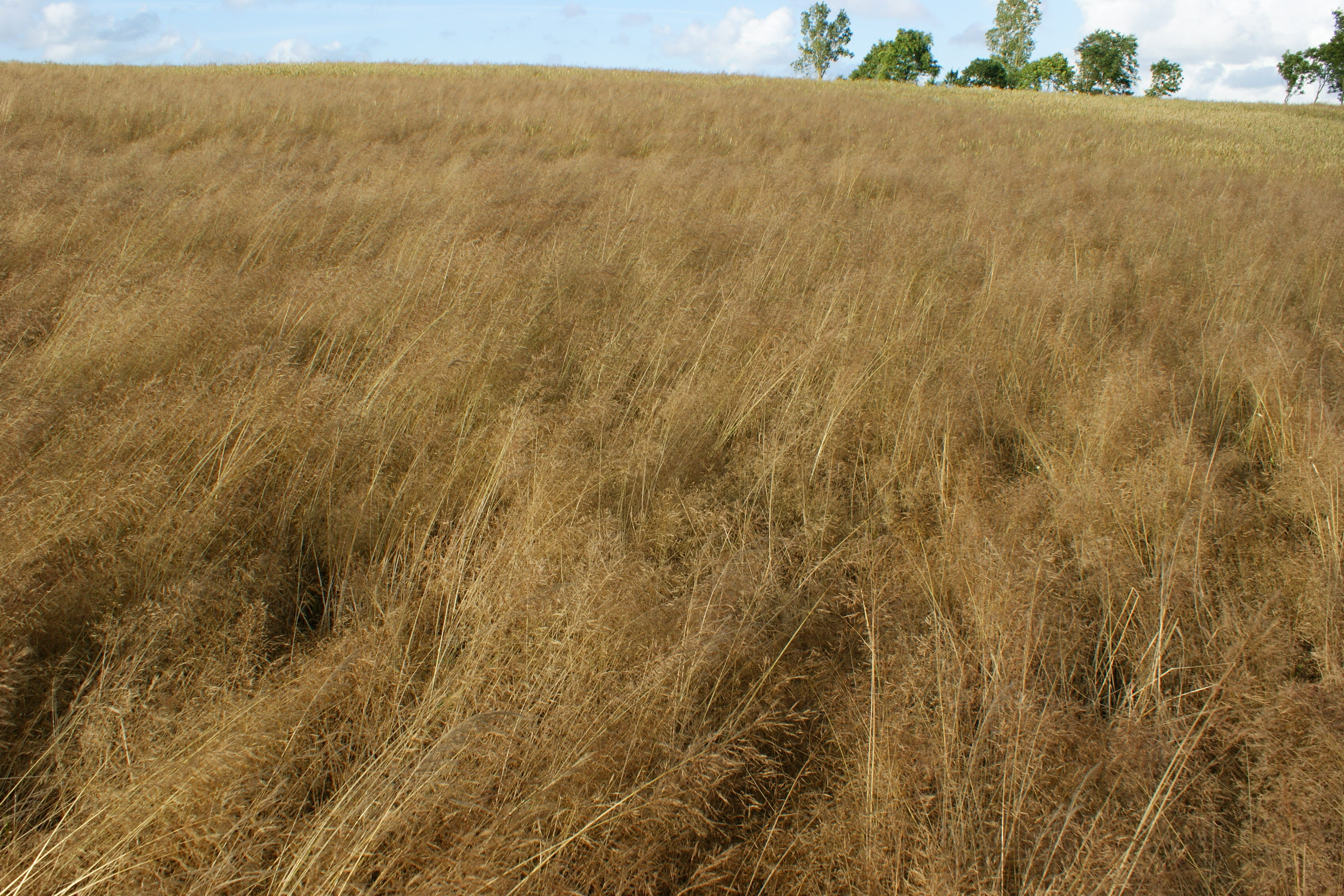
Pole zachwaszczone miotłą zbożową

Miotła zbożowa preferuje glebę suchą i piaszczystą. Uważana kiedyś za wskaźnik zakwaszenia gleby, w ostatnich latach obserwuje się jej dużą tolerancję względem siedliska. Jest kłopotliwym chwastem zbóż ozimych, upraw lnu i roślin okopowych, toteż jest intensywnie zwalczana przy użyciu różnego rodzaju herbicydów. Spotykana jest na gruntach poagrarnych i poprzemysłowych, na które rozprzestrzenia się łatwo z pól uprawnych. Zaliczana jest także do roślin wskaźnikowych, którymi wyraża się skalę wpływu człowieka na skład ekosystemów dużych aglomeracji miejskich. Gatunek charakterystyczny zbiorowisk chwastów upraw zbożowych na glebach niewapiennych ze związku Aperion spicae-venti.

## Zastosowanie
Ze względu na duże rozmiary i pokrój wiechy, jest używana jako element dekoracyjny.